# Ottmar Zeiller
Ottmar Zeiller (* 21. November 1868 in St. Vigil in Enneberg; † 9. Juni 1921 in Innsbruck, auch Othmar oder Ottomar) war ein österreichischer Bildhauer und Holzschnitzer.

## Leben
Der Künstler kam als Ottmar Maria Josef Vigil Zeiller in St. Vigil in Enneberg in Südtirol zur Welt. Sein Vater war Landrichter in Nauders, Welsberg und St. Vigil. Seine Mutter Maria Theresia war in Silz geboren und stammte aus der angesehenen Kaufmannsfamilie Witting. Ottmar war das sechste und jüngste Kind des Paares. Zu Zeillers Vorfahren zählten der Tafelmaler Paul Zeiller und dessen Sohn Johann Jakob Zeiller, k.k. Hofmaler von Wien. Nach einem Schlaganfall des Vaters zog die Familie 1873 nach Brixen, wo der Vater vier Jahre später starb. Ottmar Zeiller besuchte die Knabenvorschule und im Anschluss das k.k. Gymnasium in Brixen, das er 1887 mit der Matura abschloss. Ottmar Zeiller übersiedelte mit seiner Familie nach Innsbruck, um dort Medizin zu studieren. Das Studium schloss er 1894 erfolgreich ab.
26-jährig ging Zeiller nach Berlin, um sein Studium fortzusetzen. Diesen Plan gab er allerdings rasch auf und arbeitete in der Folge als Handwerker. 1900/01 besuchte Zeiller die städtische Modellierschule in München bei Franz Bernauer und zählte zu dessen besten Schülern. Im folgenden Studienjahr setzte Zeiller seine Ausbildung an der städtischen Gewerbeschule in München fort. 1902/03 wechselt er an die Großherzögliche Badische Akademie der bildenden Künste und studiert bei Ludwig Schmid-Reutte. In dieser Zeit begann Zeiller sein eigentliches Interesse und Verständnis für Kunst zu entwickeln. Er ging erneut nach Berlin, wo er einen Zeichenschule gründete und mit dem Schnitzen seiner kleinen Figuren begann.
Nach den Wanderjahren in Deutschland kehrte Ottmar Zeiller 1907 wieder nach Südtirol zurück und wurde Lehrer an der k.k. Fachschule für Zeichnen und Modellieren in St. Ulrich in Gröden. 1909 heiratete er in Dietenheim bei Bruneck die Künstlerin Maria Uchatius, eine Tochter von Carl Josef Richter von Uchatius. 1910 zog das Paar nach Innsbruck, ein Jahr später nach Hall in Tirol. In dieser Zeit kamen ihre drei Kinder zur Welt: Johanna, Brigitta und Ivo. Ottmar Zeiller hatte in dieser Zeit Kontakt mit Persönlichkeiten aus dem Kreis um den Herausgeber der Zeitschrift „Der Brenner“, Julius von Ficker, wie Georg Trakl und Hubert Lanzinger, und pflegte eine enge Freundschaft mit dem Maler Albin Egger-Lienz. 1915 wurde Ottmar Zeiller als Sanitäts-Unteroffizier eingezogen und an der Südfront stationiert. Nach dem Krieg trennte er sich von seiner Frau und Ende Juli 1920 starb seine Mutter 93-jährig. Beide Ereignisse setzten Zeiller so sehr zu, dass er schwer erkrankte und ein Jahr später im Alter von 52 Jahren in Innsbruck verstarb.

## Werk / Wirken
Ottmar Zeiller ist vor allem durch seine in Holz geschnitzten und gelegentlich dann auch in Bronze gegossenen Statuen im Miniaturformat bekannt. Die meisten seiner Figuren sind zwischen eineinhalb und drei Zentimeter groß. Über 300 dieser Werke waren bei den Vorbereitungen für eine Ausstellung 1995 dokumentiert worden. Öffentliche Besitzer sind das Tiroler Landesmuseum Ferdinandeum, das Tiroler Volkskunstmuseum, das Stadtmuseum Hall und das Forschungsinstitut Brenner-Archiv. Viele Figuren befinden sich aber auch im Privatbesitz. „Das Werk Zeillers gewinnt seine Unverwechselbarkeit und Bedeutung aus dem Gegensatz zwischen der Monumentalität der Skulpturen und ihrer verschwindenden Größe.“
Das Brenner-Archiv der Universität Innsbruck verfügt über eine Sammlung von Werken und Dokumenten des Künstlers und erstellte einen öffentlich zugänglichen, digitalen Werkkatalog.